# Quercus laevis
Quercus laevis är en bokväxtart som beskrevs av Thomas Walter. Quercus laevis ingår i släktet ekar, och familjen bokväxter. Inga underarter finns listade.

## Bildgalleri

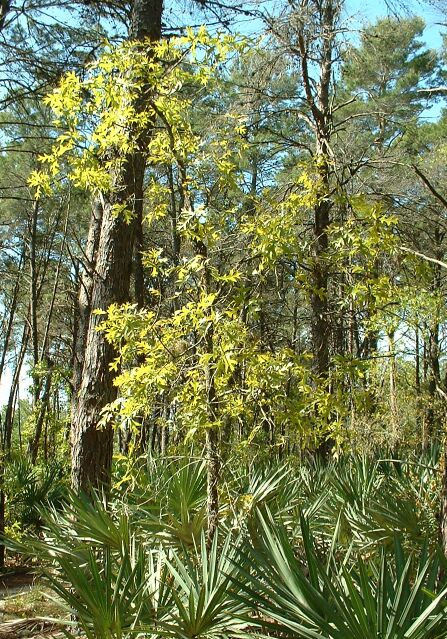
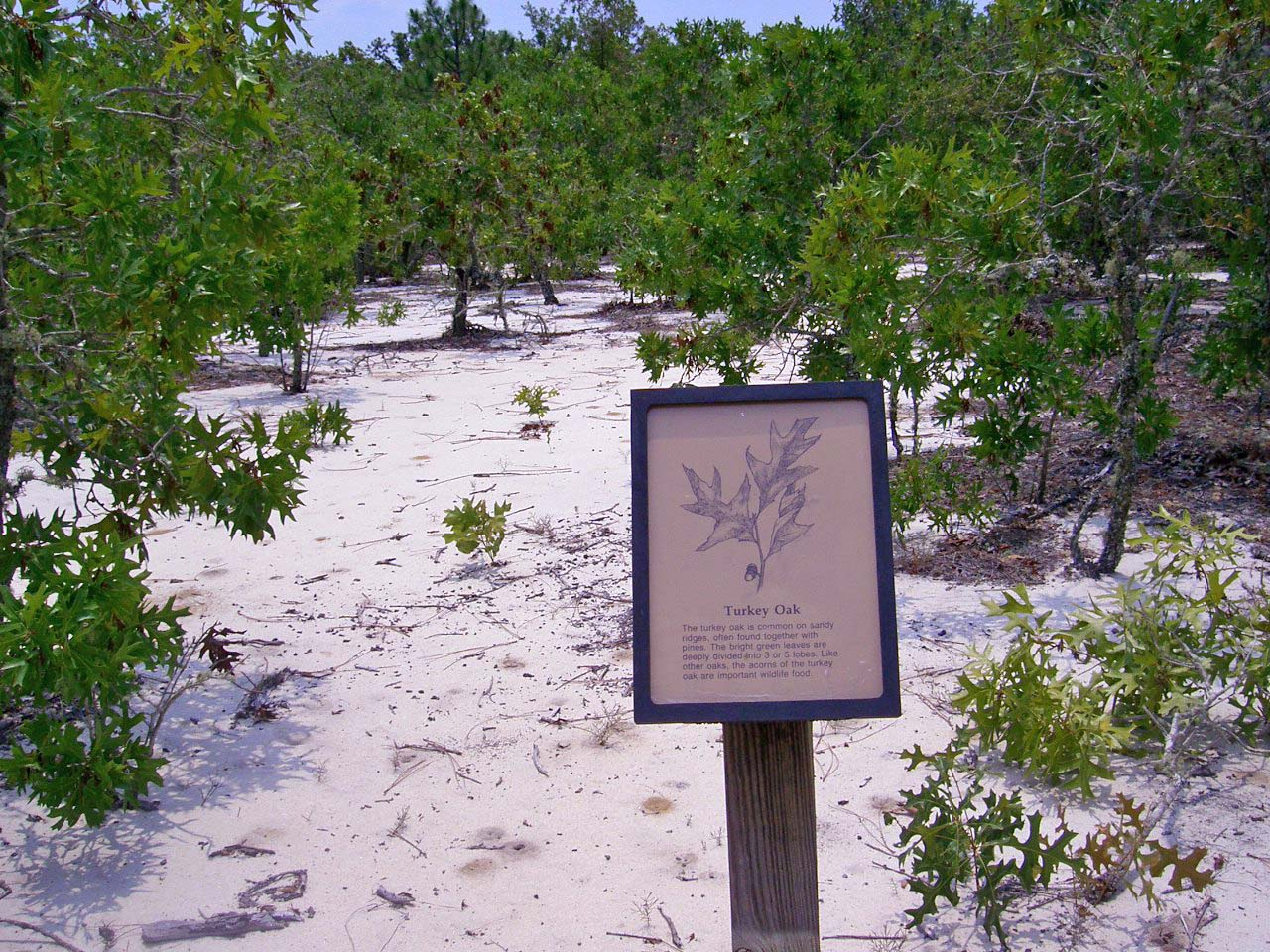